# Prawo Biota-Savarta
Prawo Biota-Savarta – prawo stosowane w elektromagnetyzmie i dynamice płynów. Pozwala określić w dowolnym punkcie przestrzeni indukcję pola magnetycznego, której źródłem jest element przewodnika, przez który płynie prąd elektryczny. Oryginalna wersja została sformułowana dla pola magnetycznego.

## W elektromagnetyzmie

### Wyprowadzenie

Sposób wyznaczania kierunku i zwrotu indukcji magnetycznej

Prawo Biota-Savarta dla pola magnetycznego można wyprowadzić z równań Maxwella lub z prawa Gaussa dla elektryczności i równań transformacji relatywistycznej pól elektrycznych i magnetycznych w szczególnej teorii względności:
{\displaystyle {\vec {E}}={\frac {1}{4\pi \varepsilon _{0}}}{\frac {q}{r^{2}}}{\hat {r}},}
{\displaystyle {\vec {B}}={\frac {\vec {v}}{c^{2}}}\times {\vec {E}},}
{\displaystyle {\frac {1}{c^{2}}}=\varepsilon _{0}\mu _{0}.}
Połączenie powyższych wzorów określa pole magnetyczne wytwarzane przez poruszający się ładunek punktowy, co odpowiada polu wytwarzanemu przez prąd płynący w nieskończenie cienkim i krótkim przewodniku:
{\displaystyle \mathrm {d} {\vec {B}}={\frac {\mu _{o}}{4\pi }}\ q\ {\frac {{\vec {v}}\times {\hat {r}}}{r^{2}}},}
{\displaystyle \mathrm {d} {\vec {B}}={\frac {\mu _{o}}{4\pi }}\ I\ {\frac {\mathrm {d} {\vec {l}}\times {\hat {r}}}{r^{2}}},}
gdzie:
{\displaystyle q} – punktowy ładunek elektryczny,
{\displaystyle v} – prędkość ładunku {\displaystyle q.}
Przyczynek {\displaystyle \mathrm {d} {\vec {B}}} do pola indukcji magnetycznej w danym punkcie A od elementu długości {\displaystyle \mathrm {d} {\vec {l}}} przewodnika z prądem o natężeniu {\displaystyle I.}
{\displaystyle \mathrm {d} {\vec {B}}=K_{\mathrm {m} }{\frac {I\mathrm {d} {\vec {l}}\times {\hat {r}}}{r^{2}}},}
gdzie:
{\displaystyle K_{\mathrm {m} }={\frac {\mu _{0}\mu _{r}}{4\pi }}} (zob. Przenikalność magnetyczna),
{\displaystyle I} – natężenie prądu, wyrażone w amperach,
{\displaystyle \mathrm {d} {\vec {l}}} – skierowany element przewodnika; wektor o kierunku przewodnika, zwrocie odpowiadającym kierunkowi prądu i długości równej długości elementu przewodnika,
{\displaystyle {\hat {r}}} – wersor dla punktów wytwarzającego pole (elementu przewodnika) i miejsca pola,
{\displaystyle r} – odległość elementu przewodnika od punktu pola.
Inna postać wzoru:
{\displaystyle \mathrm {d} {\vec {B}}={\frac {\mu _{0}I}{4\pi }}{\frac {\mathrm {d} {\vec {l}}\times {\vec {r}}}{|{\vec {r}}|^{3}}},}
gdzie {\displaystyle {\vec {r}}} to wektor wodzący o początku w źródle pola i końcu w rozważanym punkcie przestrzeni. Wartość indukcji magnetycznej może być obliczona ze wzoru
{\displaystyle \mathrm {d} B={\frac {\mu _{0}I}{4\pi }}{\frac {\mathrm {d} l\sin \alpha }{r^{2}}}.}

### Przewodnik prostoliniowy
Niech przez prostoliniowy przewodnik o nieskończonej długości płynie prąd o natężeniu {\displaystyle I.} Zapiszmy skalarną postać przyczynku do pola indukcji magnetycznej:
{\displaystyle \mathrm {d} B={\frac {\mu _{0}I}{4\pi }}{\frac {\mathrm {d} l\sin \alpha }{r^{2}}}.}
Ze wzoru tego można wyprowadzić prawo Grassmanna.
Nieskończony przewód można myślowo podzielić na dwa fragmenty. Górna „połowa” od wycinka {\displaystyle \mathrm {d} l} przewodu do nieskończoności oraz dolna „połowa” w zakresie od minus nieskończoności do 0. Bez dowodu przyjmujemy, że obie „połowy” są sobie równe.
Aby otrzymać wartość indukcji magnetycznej {\displaystyle B} w odległości {\displaystyle r} od przewodnika o natężeniu {\displaystyle I} całkujemy skalarny przyczynek do indukcji magnetycznej.
{\displaystyle B=2\int \limits _{0}^{\infty }\mathrm {d} B={\frac {\mu _{0}I}{2\pi }}\int \limits _{0}^{\infty }{\frac {\sin \alpha \cdot \mathrm {d} l}{r^{2}}}}
{\displaystyle \alpha ,} {\displaystyle l,} {\displaystyle r} nie są niezależne, w związku z czym do obliczenia powyższej całki należy poszukać zależności, które je łączą.
Studiując ilustrację zawartą w artykule, można, wprowadzając zmienną {\displaystyle R,} będącą najkrótszą odległością do przewodu, wypisać następujące związki:
{\displaystyle r={\sqrt {l^{2}+R^{2}}},}
{\displaystyle \sin \alpha ={\frac {R}{\sqrt {l^{2}+R^{2}}}}.}
Podstawiając powyższe zależności do całki, otrzymujemy ostateczną postać wzoru na indukcję magnetyczną:
{\displaystyle B={\frac {\mu _{0}I}{2\pi }}\int \limits _{0}^{\infty }{\frac {R\mathrm {d} l}{(l^{2}+R^{2})^{1,5}}}={\frac {\mu _{0}I}{2\pi R}}.}
Wzór ten jest słuszny w małej odległości od przewodnika lub w dowolnej odległości dla nieskończenie długiego przewodnika.

### Przewodnik kołowy
W przypadku przewodnika o innej geometrii indukcję pola magnetycznego w dowolnym punkcie przestrzeni można otrzymać, całkując wzór Biota-Savarta po całej długości przewodnika. Na przykład w środku przewodnika kołowego o promieniu {\displaystyle R} w próżni indukcję określa wzór:
{\displaystyle B={\frac {\mu _{0}I}{2R}}.}

### Rozciągły obszar z prądem
Wyżej przytoczony wzór jest prawdziwy dla cienkich przewodników z prądem, dla obszarów w których płynie prąd w dużych objętościach wzór przyjmuje postać:
{\displaystyle \mathrm {d} {\vec {B}}=K_{\mathrm {m} }{\frac {{\vec {j}}\times \mathbf {\hat {r}} }{r^{2}}}\mathrm {d} V,}
gdzie:
{\displaystyle {\vec {j}}} – gęstość prądu,
{\displaystyle \mathrm {d} V} – element objętości.

### Poruszający się ładunek
{\displaystyle \mathrm {d} {\vec {B}}=K_{\mathrm {m} }{\frac {\mathrm {d} q{\vec {v}}\times {\hat {r}}}{r^{2}}},}
gdzie:
{\displaystyle \mathrm {d} q} – przyczynek ładunku elektrycznego,
{\displaystyle {\vec {v}}} – prędkość ładunku.

### Pole w danym punkcie
Całkowitą indukcję magnetyczną wyznacza się, całkując różniczkowe elementy indukcji {\displaystyle \mathrm {d} {\vec {B}}} wzdłuż całego przewodnika – w pierwszym wzorze, a w całym obszarze, w którym płynie prąd, w drugim wzorze.
{\displaystyle {\vec {B}}=\int \mathrm {d} {\vec {B}}.}

### Wnioski
Wzór Biota-Savarta umożliwia obliczenie indukcji magnetycznej, gdy znane jest natężenie prądu, który jest źródłem pola magnetycznego (punkty tego pola są scharakteryzowane przez wektor indukcji, a wartość tego wektora określa wzór Biota-Savarta).
Wszystkie przyczynki do wektora indukcji pochodzące od elementów przewodnika mają w danym punkcie taki sam kierunek, który jest prostopadły do płaszczyzny, w której leży przewodnik i analizowany punkt. Dlatego linie pola magnetycznego mają kształt okręgów leżących w płaszczyźnie prostopadłej do przewodnika, środkami których jest przewodnik.

## W mechanice płynów
Prawo Biota-Savarta ma swój odpowiednik mechanice płynów i określa przyczynek do prędkości płynu wytwarzanej (indukowanej) przez element strugi wirowej. Analogia obejmuje związki:
- przewodnik elektryczny – struga wirowa,
- natężenie prądu – cyrkulacja strugi,
- wytwarzane pole magnetyczne – uzyskiwana prędkość płynu.

Prawo można sformułować w postaci:
Prędkość indukowana {\displaystyle \mathrm {d} {\vec {v}}} w wybranym punkcie A płynu przez element strugi wirowej o długości {\displaystyle \mathrm {d} l} określa wzór:
{\displaystyle \mathrm {d} {\vec {v}}={\frac {\Gamma {\hat {r}}\times \mathrm {d} {\vec {l}}}{4\pi r^{2}}},}
gdzie:
{\displaystyle \Gamma } – cyrkulacja strugi.
Na podstawie tego wzoru można obliczyć, jak wir wpływa na rozkład prędkości wokół niego. Przykładowo, długa prostoliniowa struga wytwarza (zmienia) prędkość płynu:
{\displaystyle v={\frac {\Gamma }{2\pi r}}.}